# Спортивная школа олимпийского резерва по лёгкой атлетике
Спортивная школа Олимпийского резерва по лёгкой атлетике находится в городе Саранске, столице Республики Мордовия.
Центр был открыт в 1995 году, во многом благодаря победе Ирины Станкиной, завоевавшей на чемпионате мира в Гётеборге золотую медаль в соревнованиях по спортивной ходьбе. Это наглядно показало, что в Мордовии в этом виде спорта есть действительно талантливые спортсмены, и руководством республики было принято решение о поддержке развития спортивной ходьбы в Мордовии.
До 2016 года Центр носил имя главного тренера, одного из основателей этого учреждения, Заслуженного тренера России, почётного гражданина Республики Мордовия Виктора Михайловича Чёгина, внёсшего огромный вклад в развитие в Мордовии спортивной ходьбы.
К настоящему времени филиалы школы олимпийского резерва открыты уже в 22 районах Республики Мордовия. В 2014 году открыли новое современное здание школы. Общая площадь здания свыше 12 тысяч квадратных метров. Для спортсменов здесь оборудовали интернат на 48 номеров. Здесь есть зал для фитнеса, площадью 120 м2, тренажерный зал 226 м2; помещения медико-восстановительного центра 979 м2; бассейн, столовая. Школа совмещена переходом в здание крытого футбольно-легкоатлетического манежа с полноразмерным футбольным полем и трибуной на полторы тысячи зрителей.
Школа Олимпийского резерва по легкой атлетике подготовила для Мордовии уже множество талантливых спортсменов. Это олимпийские чемпионы Сергей Кирдяпкин, Валерий Борчин и Ольга Каниськина, двукратный призёр олимпийских игр Денис Нижегородов, Елена Лашманова а также множество спортсменов, занимавших призовые места в чемпионатах и первенствах России.
В феврале 2016 года после многочисленных допинговых дисквалификаций спортсменов и пожизненной дисквалификации Виктора Чёгина Центр был реорганизован в школу Олимпийского резерва.